# Hans Gleichmann
Hans Gleichmann (* 6. Februar 1879 in Hildburghausen; † 3. September 1945 in Berlin) war ein deutscher Kraftwerksingenieur, der für die Entwicklung des modernen Bensonkessels bei der Firma Siemens verantwortlich war.
Gleichmann studierte an der TH Karlsruhe. Ab 1922 war er als Leiter der Abteilung Ruths-Wärmespeicher bei den Siemens-Schuckertwerken tätig. 1929 wurde er zum Prokuristen und Leiter der Kraftwerks- und Turbinenabteilung von Siemens ernannt.

## Bensonkessel
Durch einen Zeitschriftenaufsatz aus den USA wurde Hans Gleichmann auf den von Mark Benson konzipierten Zwangdurchlaufkessel aufmerksam. 1924 lizenzierte Siemens die Technik und er baute 1929 den ersten Betriebs-Bensonkessel mit einer Dampfleistung von 30 t/h (450 °C, 180 atü) für das Heizkraftwerk des Siemens-Kabelwerks Gartenfeld. 1930 wurde für das belgische Kraftwerk Langerbrugge ein weiterer Kessel von 125 t/h (470 °C, kritischer Druck) hergestellt. Seit 1933 stellt Siemens keine eigenen Kessel mehr her, sondern vergibt nur noch die Lizenzrechte an Bensons Patent.
In den USA wurden dagegen noch weiter Naturumlaufkessel verwendet.